# Moderní pětiboj na Letních olympijských hrách 2000
Moderní pětiboj se na Letních olympijských hrách 2000 znovu vrátil k počtu dvou medailových ceremoniálů. Místo soutěže družstev mužů, která se konala naposledy na olympiádě 1992 ale přibyla premiérově soutěž žen.
Stejně jako na olympiádě 1996 v Atlantě se závod konal v jednom jediném dni, a to na třech různých místech Olympijského parku ve čtvrti Homebush Bay - střelba a šerm v Pavilonu 2, plavání v Národním plaveckém středisku a parkur se závěrečným přespolním během na baseballovém stadionu.
Muži závodili 30. září, ženy se své historické premiéry dočkaly o den později.

## Průběh soutěží
Čeští příznivci věřili v účast vicemistra světa Libora Capaliniho, tomu ale před kvalifikačním mistrovstvím světa v Pesaru našli únavovou zlomeninu nohy a z nadějí sešlo. Češi tak nakonec v Sydney v moderním pětiboji zcela chyběli.
Závod mužů znamenal velkou odvetu pro Dmitrije Svatkovského. 28letý ruský pětibojař, který vyhrál v letech 1994 a 1995 dvakrát titul mistra světa, ale nejprve zažil podobné zklamání jako před čtyřmi lety v Atlantě, když znovu špatně zastřílel a byl se ztrátou 120 bodů na nejlepšího střelce Pavla Dovgala až čtrnáctý. Na poslední olympiádě ze špatného začátku zafinišoval pouze na čtvrté místo, medaile mu unikla o necelé tři sekundy. V Sydney ale postupně ztrátu smazával a hlavně vydělal na parkuru. V sedle koně Wantabadgery zaznamenal jako jeden z pouze čtyř jezdců jen jednu shozenou překážku a do závěrečného běhu startoval z pátého místa se ztrátou 19 sekund, vedl nejlepší plavec závodu Francouz Olivier Clergeau. Svatkovskij znovu prokázal běžeckou rychlost a nakonec zvítězil s náskokem pěti a půl sekundy.
Závod žen se proměnil v souboj Američanek a Britek, přičemž zvláště úspěch amerického dua Emily DeRielová a Mary Beth Iagorashviliová (nakonec čtvrtá) byl hodnocen jako překvapení. Byla to první americká medaile z tohoto sportu po 40 letech a první stříbrná po 52 letech. Stephanie Cooková s DeRielovou spolu studovaly a věnovaly se modernímu pětiboji na Oxfordské univerzitě. Cooková byla před závěrečným během až osmá, ale dosáhla daleko nejrychlejšího času a poslední soupeřku - DeRielovou - předstihla 300 metrů před cílem běhu.
David Wallechinsky si povšiml nezvykle vysokého vzdělání všech tří medailistek: Cooková vystudovala medicínu na Oxfordu i v Cambridgi, DeRielová absolvovala Yale a Oxford (obor středověká anglická literatura) a Kate Allenbyová studovala filosofii na Univerzitě v Surrey.

## Medailisté
| Kategorie | Zlato                                    | Stříbro                                        | Bronz                                  |
| --------- | ---------------------------------------- | ---------------------------------------------- | -------------------------------------- |
| Muži      | Dmitrij Svatkovskij · Rusko (RUS)        | Gábor Balogh · Maďarsko (HUN)                  | Pavel Dovgal · Bělorusko (BLR)         |
| Ženy      | Stephanie Cooková · Velká Británie (GBR) | Emily DeRielová · Spojené státy americké (USA) | Kate Allenbyová · Velká Británie (GBR) |